# 松見公園

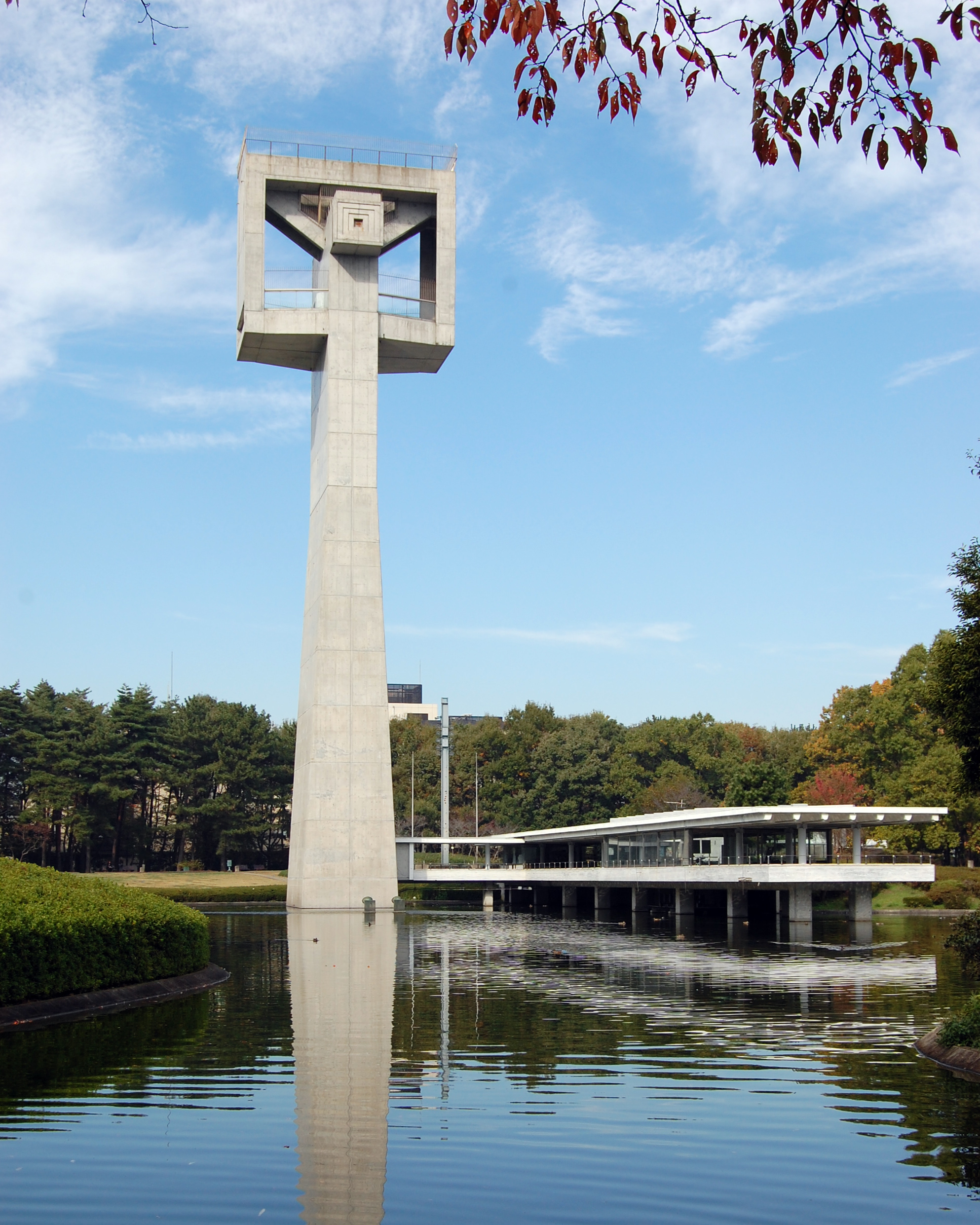
展望塔

松見公園（まつみこうえん）は茨城県つくば市天久保にある公園である。1976年6月1日に開園した。
「栓抜き塔」の愛称を持つ全高約50m、展望45mの展望塔が存在し、筑波山から筑波研究学園都市に至る360度のパノラマが得られる。設計したのは日本万国博覧会のシンボルタワー『エキスポ・タワー』を手掛けた菊竹清訓。
なお、展望塔は2011年に発生した東日本大震災の後、安全確認のため閉鎖されていたが、2014年3月19日に再開された。
芝生やフィールドアスレチック、また多数の鯉のいる池が存在し、市民の憩いの場となっている。

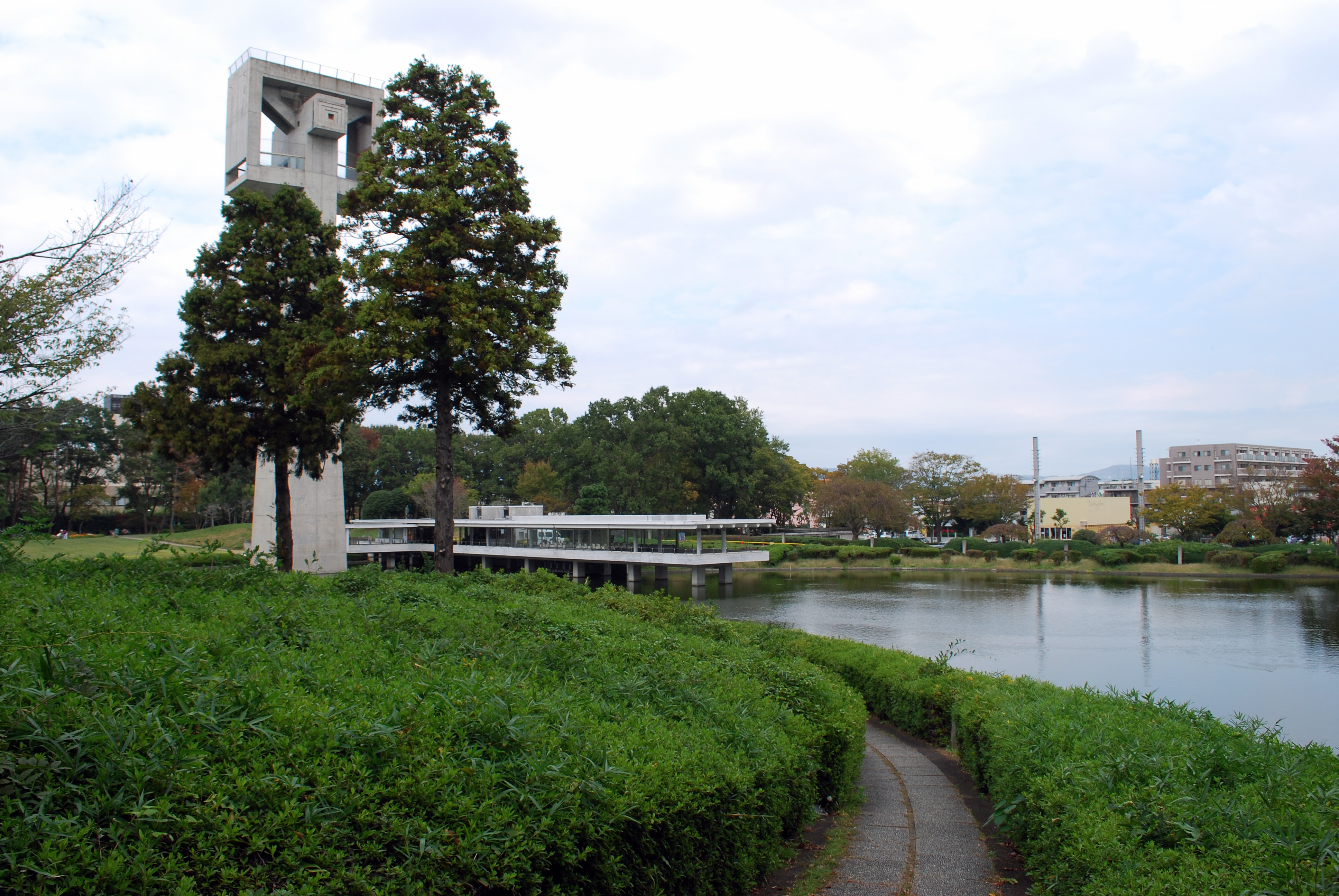
松見公園